# フアン3世 (ナバラ王)

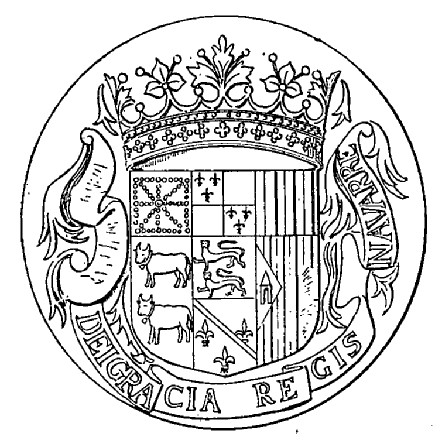
フアン3世の紋章

フアン3世（スペイン語：Juan III, 1469年 - 1516年6月14日）は、ナバラ女王カタリナ（カトリーヌ）の共同統治王（在位：1484年 - 1516年6月14日）。フランス貴族アルブレ領主でもあったため、ジャン・ダルブレ（フランス語：Jean d'Albret）という名でも呼ばれる（アルブレ領主としてはジャン2世）。アルブレ領主アラン（偉大伯）の長子。妹シャルロットはチェーザレ・ボルジアと結婚した。

## 生涯
1484年、前年に兄フランシスコ1世の死去によってナバラ女王となっていたカタリナと若くして結婚し、ナバラ王国の共同統治王となった。なお、カトリーヌの曾祖母ジャンヌ・ダルブレはアルブレ家の出身で、フアンの曾祖父アルブレ領主シャルル2世の姉に当たる。
1512年、カタリナの従妹ジェルメーヌ・ド・フォワと再婚していたアラゴン王フェルナンド2世の侵攻に対して戦ったものの敗れ、ナバラ王国のピレネー山脈以南はカスティーリャ＝アラゴン連合王国（スペイン王国）に併合された。この後、ナバラ王の統治領域はバス・ナヴァールと呼ばれる地域（現在のフランス領バスク）だけになり、フアン3世の曾孫エンリケ3世がフランス王アンリ4世となって以後はフランス王国に事実上併合された。そのため、フランス王は1830年（フランス・ブルボン朝のシャルル10世）まで、スペイン王は1837年（スペイン・ブルボン朝のイサベル2世）まで、それぞれ「ナバラ王」の王号を用いることとなった。
日本にキリスト教をもたらしたことで知られるフランシスコ・ザビエルの父フアン・デ・ヤッソは、独立を保っていたナバラ王国の宰相としてこの王に仕えていたが、1515年のスペイン併合に合わせるように世を去っている。